# Felicia Țilea-Moldovan
Felicia Țilea-Moldovan, romunska atletinja, * 29. september 1967, Măgura Ilvei, Romunija, † 3. marec 2025, Pontevedra, Španija.
Nastopila je na poletnih olimpijskih igrah v letih 1996, 2000, 2004 in 2008, dosegla je deseto, enajsto in dvanajsto mesto v metu kopja. Na svetovnih prvenstvih je osvojila srebrno medaljo v isti disciplini leta 1995, na evropskih prvenstvih pa bronasto medaljo leta 1994. Leta 1990 je prejela dvoletno prepoved nastopanja zaradi dopinga.